# Дискурсивная теория гегемонии Лакло — Муфф
Дискурсивная теория гегемонии Лакло — Муфф  — политико-философская концепция, разработанная Эрнесто Лакло и Шанталь Муфф. Первоначально была представлена в книге «Гегемония и социалистическая стратегия» (1985), а затем развёрнута в ряде публикаций и новом издании книги 2001 года. Теория находится на стыке постмарксизма и постструктурализма. Концепция рассматривается как серьёзная критика с постструктуралистских позиций возможностей использования метатеорий в социальных науках.

## Истоки концепции и методология
В условиях общего кризиса левой мысли 1970-х годов, краха ортодоксального марксизма и распространения концепта «политики идентичности» авторы поставили перед собой задачу наметить теоретическое обоснование  левой политики в условиях правого поворота:74.
Ядром теории является концепт культурной гегемонии Антонио Грамши, восходящий к работам 1920-х годов. Важным источником является понятие идеологии в трактовке Луи Альтюссера:3538. В теории Лакло — Муфф оригинальный концепт гегемонии избавляется от классового аспекта и синтезируется с другими направлениями — авторы обращаются за методическими принципами к постструктурализму (прежде всего к деконструкции Деррида), а также к лакановскому понятию субъекта.  Мишенью для критики является политика идентичности, и исходя из этого выстраивается концепт политического. За основу берётся формула  Деррида «всё есть дискурс».  Дискурс в трактовке Лакло / Муфф — это способ формирования и организации социальной жизни, фактически — совокупность любых социальных практик. Все практики априори дискурсивны и отображаются в языке через значения.  Данное постструктуралистское понятие дискурса восходит к работам Ролана Барта, Мишеля Фуко и Жака Деррида:74. В основе понятия лежит невозможность непосредственного объяснения явления, то есть  прямого доступа к феномену (феноменология),  референту (аналитическая философия)  и знаку (структурализм).

## Основные положения
Политическое представляет собой фундаментальное измерение, предшествующее общественному:370. Политика является частью дискурсивной практики и способом формирования и изменения социального мира. Общества как объективного явления не существует, оно находится в постоянном становлении  (например, становление единой нации). Противоречие между универсальным и частичным принципиально неразрешимо, а, значит, объективное существование общества невозможно. Отрицается универсалистская рациональность Просвещения (в виде теорий Хабермаса и Роулза), но также отрицается и партикуляризм Постмодерна (Лиотар и Бодрийяр):405. Отрицается и объективное существование классовых интересов. Универсальное (целое) необходимо, но понимается как постоянный в своём становлении политический процесс.
Теория выстраивается вокруг следующих основных понятий:79: артикуляция, антагонизм, субъект, гегемония.
Артикуляция есть формирование структурированных дискурсов. Артикуляция связывает их элементы, но этот процесс принципиально не завершён. Данный процесс происходит в открытом поле дискурсивности. Дискурс стремится к фиксации, центрированию, однако поскольку значения всегда сохраняют некую текучесть, чёткая фиксация дискурса как «сущности» невозможна, более того, возникает тенденция к рассеиванию значений, а, значит, к подрыву дискурсивных практик и социальных систем.
Понятие антагонизма является ключевым элементом теории:405. Антагонизм означает постоянную негативность и отсутствие позитивности участников антагонизма, что влечёт невозможность формирования объективности. Негативизм и объективность несовместимы. Антагонизм является границей всякой объективности:405 и понимается не как борьба или противостояние, а, скорее, как постоянное отрицание другого дискурса и определение себя негативным образом. Антагонизм влечёт невозможность окончательного оформления общества.
Индивид понимается в лакановской традиции, как изначально неполноценный. Субъект — не человек, а позиция в дискурсе. Занимая позицию, индивид становится субъектом. В современном мире субъект стремится стать радикальным субъектом — по сути посредником между реальностью и мифом. Современная реальность склонна к постоянным разрывам, которые надо искусственно заполнить, и эти дыры заполняет миф. Таким образом, радикальный субъект есть миф. Поскольку миф есть альтернатива реальности, метафора, то, значит, радикальный субъект есть метафора. Миф постоянно обновляется, а, значит, радикальный субъект может обновляться бесконечно. При бесконечном обновлении включается социальное воображаемое — так формируются метафоры «Тысячелетнее царство», «Просвещение», «будущий коммунизм» и т. д.:83—84
Среди дискурсивных практик (а все практики априори дискурсивны) на разных этапах выделяются центры гегемонии, которые возникают из частного и занимают место универсального на определённое время. Формирование гегемонии всегда носит политический характер:405. Никакого универсального (целого) изначально не существует. Гегемония возникает не всегда. Для возникновения гегемонии необходимо наличие оформленных антагонистических сил и способность элементов этих сил перемещаться из одной силы в другую. В отсутствие второго условия гегемония не возникнет. Никакая гегемония не вечна. Таким образом, социальные системы сменяют друг друга случайным, хаотичным образом. Социальные системы по сути случайны, но это означает не отсутствие какой-либо логики внутри социальных систем (поскольку индивид всегда находится в конкретных ситуациях), а постулирование невозможности точного обоснования существования какой-либо социальной системы:78—79.

## Радикальная демократия
На основании своей теории Лакло и Муфф предложили проект радикальной демократии, согласно которому понятие политического «врага» (в традиции Карла Шмитта) следует заменить на понятие «соперника». Радикальная демократия подразумевает сохранение основных демократических правил, но при этом соперники по-разному их интерпретируют для осуществления социальных изменений . В такой политической борьбе происходят антагонистические процессы в гендерном, этническом, национальном дискурсе.

## Влияние
Концепция оказала большое влияние на теорию социальных движений и постколониальные исследования и фактически ознаменовала собой появление постмарксизма как направления в социальных науках.:LXXXVIII

## Оценки
По мнению Славоя Жижека, концепция Лакло / Муфф есть нечто большее, чем просто применение постструктурализма к политическому измерению. Новизна теории, по Жижеку, заключается в концептуальном сходстве понятия Реального у Жака Лакана с понятием антагонизма у Лакло — Муфф и в возможности его использования для изучения общества и идеологии. Жижек трактует политический проект Лакло — Муфф как основанный на «этике Реального» — этике столкновения субъекта с собственной неполноценностью, которая не может быть изменена в принципе.